# Farské bažiny
Farské bažiny jsou přírodní rezervací ev.č. 582, nacházející se v okresu Tachov, jihozápadně od obce Lesná, CHKO Český les. Správa AOPK Plzeň. Toto území bylo vyhlášeno přírodní rezervací v roce 1997 okresním úřadem Tachov. Rozloha činí zhruba 66,67 ha. Hlavním předmětem ochrany je rašeliniště vrchovištního typu, charakteristické svou diverzifikací trávového bylinného a stromového patra, s původními porosty borovice blatky (Pinus uncinata subsp. uliginosa, resp. Pinus rotundata).

## Lokalita
Přírodní rezervace Farské bažiny se nachází v Plzeňském kraji, okrese Tachov, k.ú. Jedlina, přibližně 4 km jihozápadně od obce Lesná, s nadmořskou výškou 725 - 748 metrů. Území zaujímá plochu zhruba 66,67 ha. 

## Historie
Celá oblast spadala pod vlastnictví statku Lesná od 2. poloviny 16. století. Z hlediska lesního hospodářství jsou známy smrk ztepilý (Picea abies) a borovice blatka (Pinus uncinata subsp. uliginosa, resp. Pinus rotundata) jako dominující dřeviny až do 19. století. Bližší informace ohledně lesního hospodaření jsou však zaznamenány až v roce 1862,kdy započala inventarizace v tomto odvětví. V roce 1933 se pak statek Lesná stává vlastnictvím Dr. Hanuše Jana Schirdinga. V té době došlo ke změně lesní struktury, kde plocha začala nabírat spíše hospodářského účelu a smrk zaujímal zhruba 80% z celkového dřevinového zastoupení. V roce 1945 následovala konfiskace majetku i jeho přilehlých území dle dekretu č. 12. Začaly se řešit hlavní problémy oblasti, hmyzí škůdce lýkožrout smrkový (Ips typographus) nebo potenciální změna hydrologických poměrů právě v lokalitě Farské bažiny. Z těchto důvodů již nebylo vhodné řídit se péčí dle lesního hospodářství. Lokalita byla vyhlášena státní přírodní rezervací v roce 1973 ministerstvem kultury České socialistické republiky. V roce 1997 došlo k přehlášení na přírodní rezervaci nařízením okresního úřadu Tachov. Poslední větší zásahy byly započaty pouze z důvodu oplocení borovice blatky jako ochranný prvek před škůdci.

## Přírodní poměry
Lokalitu řadíme do biogeografického regionu Český les a podcelku Přimdský les. Jedná se o vrchovinu slouženou z migmatických rul moldanubika a proterozoika a z granitů rozvadovského masivu. Z regionálně geologického hlediska do oblasti zasahuje rozvadovský žulový masiv. Půda je silně podmáčená a chudá na minerály, poměrně kyselá, pH dosahuje hodnoty kolem 4. Je zde poměrně velká rašelinová vrstva. Oblast je prameništěm hraničního potoka, tekoucího do Falce v Bavorsku. Lokálně se můžeme setkat s močálovými plochami v přírodní rezervaci.

### Flóra
Celé území je členěno na několik menších podjednotek s typickými znaky. Ve střední části se nachází rašeliništní lesní porost s borovicí blatkou. V okolním lemovém pásu jsou podmáčené smrčiny, na něž navazuje buková smrčina. V severní části přírodní rezervace pak smrková bučina. Zajímavostí je vyšší stáří porostu borovice blatky oproti okolním smrčinám, které jsou věkově monotónní. Typickým zástupcem celé oblasti je borovice blatka (Pinus uncinata subsp. uliginosa, resp. Pinus rotundata), díky níž došlo k ochraně území Farských bažin. Z dřevinového patra pak dále smrk ztepilý (Picea abies), bříza bělokorá (Betula pendula), buk lesní (Fagus sylvatica) nebo borovice lesní (Pinus sylvestris). Bylinné patro je plně rozvinuto pouze v blatkovém porostu nebo na otevřených močálech, neboť pokles hladiny vody v této lokalitě a s tím spojené postupné vysušování krajiny nebo evaporizace nálety smrku brání v rozvoji. Mezi zástupce bylinného patra rašeliniště pak můžeme jmenovat šichu černou (Empetrum nigrum), vlochyni bahenní (Vaccinium uliginosum Linné), klikvu bahenní (Vaccinium oxycoccos L.) nebo rojovník bahenní (Rhododendron tomentosum syn. Ledum palustre). Křovinné patro zde není plně vyvinuto.

### Fauna
Vzhledem k zachovalosti území je zde přítomnost vzácnějších druhů tvořící typická společenstva pro rašeliništní a lesní ekosystém. Zajímavým příkladem je výskyt tzv. reliktních pavouků díky arachnologickým výzkumům prováděných v roce 2002. V oblasti můžeme pozorovat dále rašeliništní vážky lesklice severské (Somatochlora arctica) nebo nově se objevující vzácný dutinový pták, datlík tříprstý (Picoides tridactylus). Mezi další ptačí zástupce pak patří jestřáb lesní (Accipiter gentilis), kulíšek nejmenší (Glaucidium passerinum) nebo tetřívek obecný (Lyrurus tetrix). Z plazů vyskytující se často v této lokalitě můžeme jmenovat ještěrku živorodou (Zootoca vivipara], typický zástupce obojživelníků pak například skokan hnědý (Rana temporaria) 

## Ochrana
Hlavním předmětem ochrany území je rašeliniště vrchovištního typu s největším porostem borovice blatky (Pinus uncinata subsp. uliginosa, resp. Pinus rotundata) v Českém lese, jejíž areál je oproti jiným konkurenčním druhům velmi malý. Snadné křížení tohoto druhu borovice s borovicí lesní (Pinus sylvestris), se kterou je vzhledově snadno zaměnitelná, je dalším důvodem ochrany za účelem druhového zachování zmiňované ohrožené dřeviny. Optimálním managementem by mělo být zlepšení stavů porostu borovice blatky, minimalizace výskytu konkurenčního druhu borovice, snížení výkyvů vodního režimu oblasti díky odstranění náletových smrčin a zachování tak přirozeného rašeliništního poměru.

## Turistika a rekreace
Na severním okraji rezervace se nachází značená turistická trasa. Hranici území pak lemuje cyklotrasa 2171, vedoucí z Rendezvousu do osady Ostrůvek. Další cyklotrasa 2138 nacházející se při jihovýchodní hranici lokality Farské bažiny spojuje osady Lesná a Rendezvous. V roce 2015 byla umístěna v blízkosti hranice přírodní rezervace informační tabule, kde se turisté seznámí se zajímavostmi a pravidly chování v rezervaci. Lokalita je klidná, turisticky nevytížená.  

## Fotogalerie

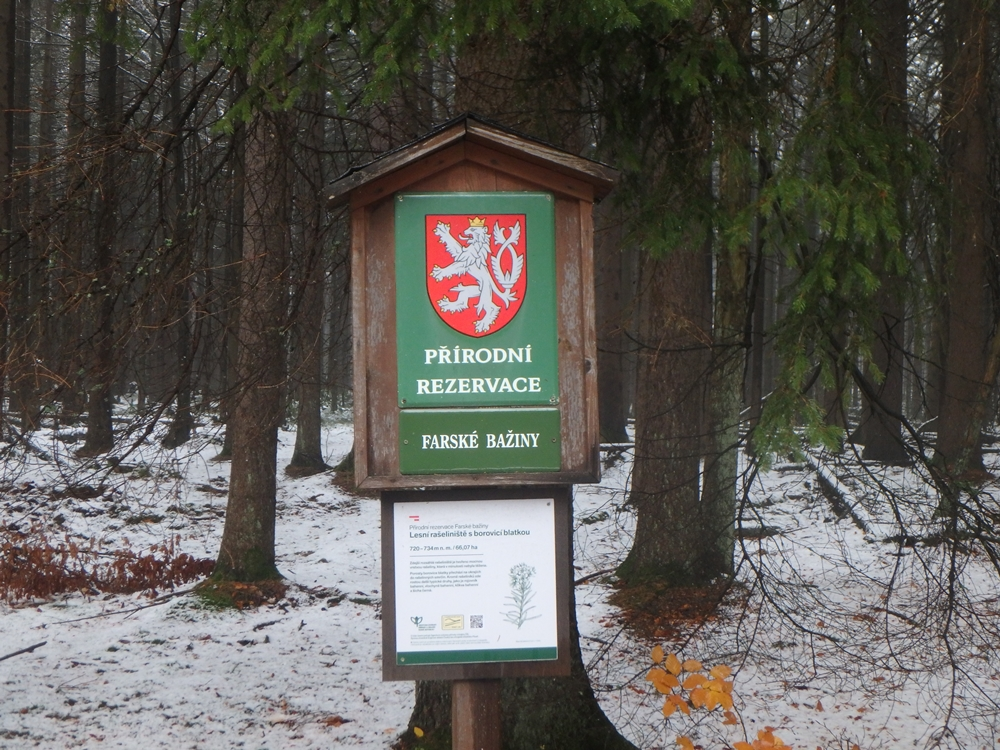
Cedule přírodní rezervace s názvem
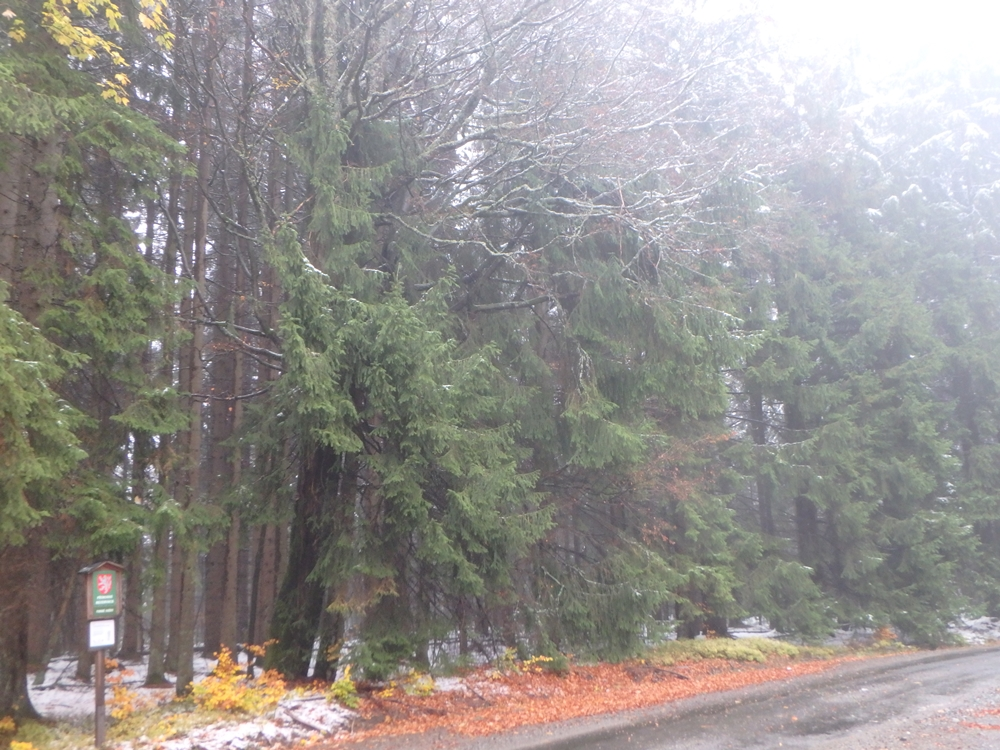
Hranice rezervace s cedulí značící oblast přírodní rezervace
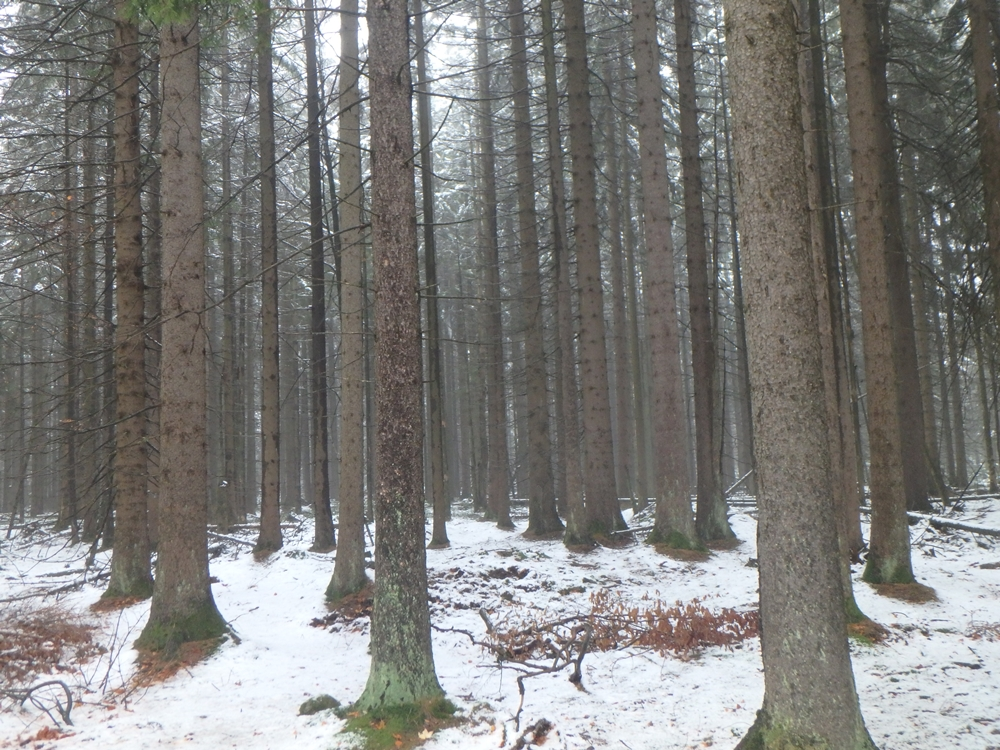
Smrčiny lemujícího pásu bez viditelného bylinného nebo křovinného patra
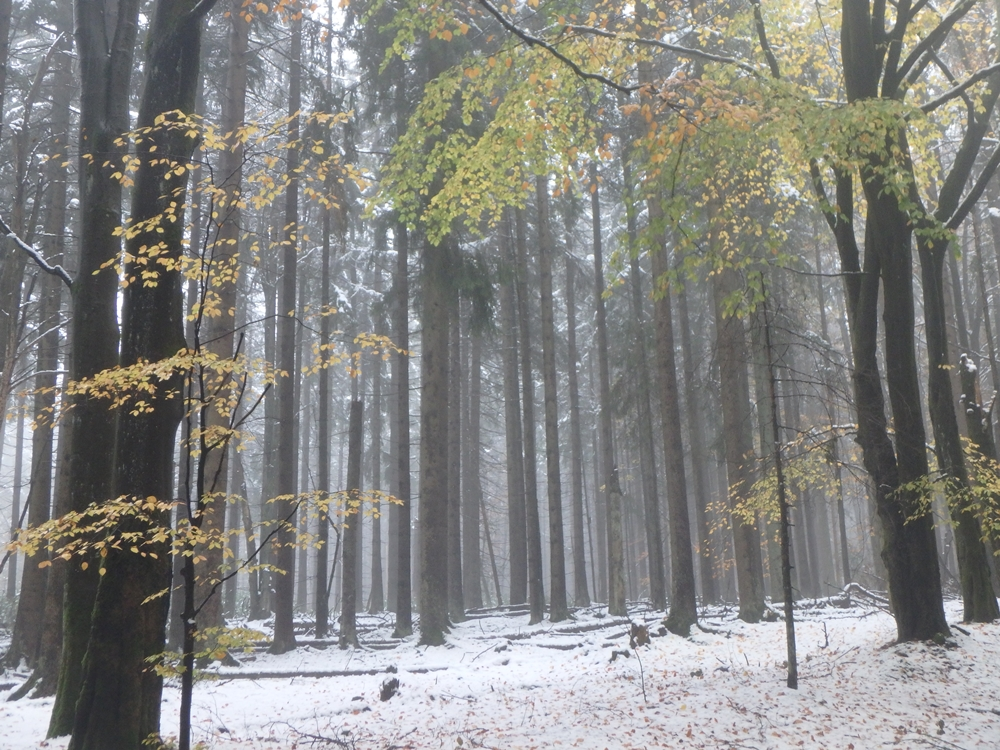
Viditelná absence křovinného patra, smíšená část lesa